# Посмертно (фильм, 1999)
«Посмертно» - канадский драматический фильм 1999 года режиссера Луи Беланжера. Фильм получил две премии Genie Awards, в том числе за лучшую женскую роль Моро.

## Сюжет
Одинокий и застенчивый Гислен О'Брайен в течение ночи допрашивается в полиции по обвинению в изнасиловании. Вначале он отказывается от любого сотрудничества с полицией, но затем рассказывает о невероятных обстоятельствах, при которых он встретил свою предполагаемую жертву.

## В ролях
- Габриэль Аркан в роли Гислена О'Брайена
- Сильви Моро в роли Линды Фаучер
- Элен Луазель в роли мадам Фоше
- Сара Леконт Бержерон в роли Шарлотты Фоше
- Гислен Ташеро в роли Марка
- Пьер Коллен  в роли лейтенанта Беланже